# Marlboro (Vermont)
Marlboro est une ville dans le comté de Windham, Vermont, États-Unis. 
La population était de 978 habitants au recensement de l'an 2000. 
La ville abrite à la fois le Southern Vermont Natural History Museum et le Marlboro College, qui accueille chaque été l’École de Musique et le Festival de Marlboro.

## Démographie

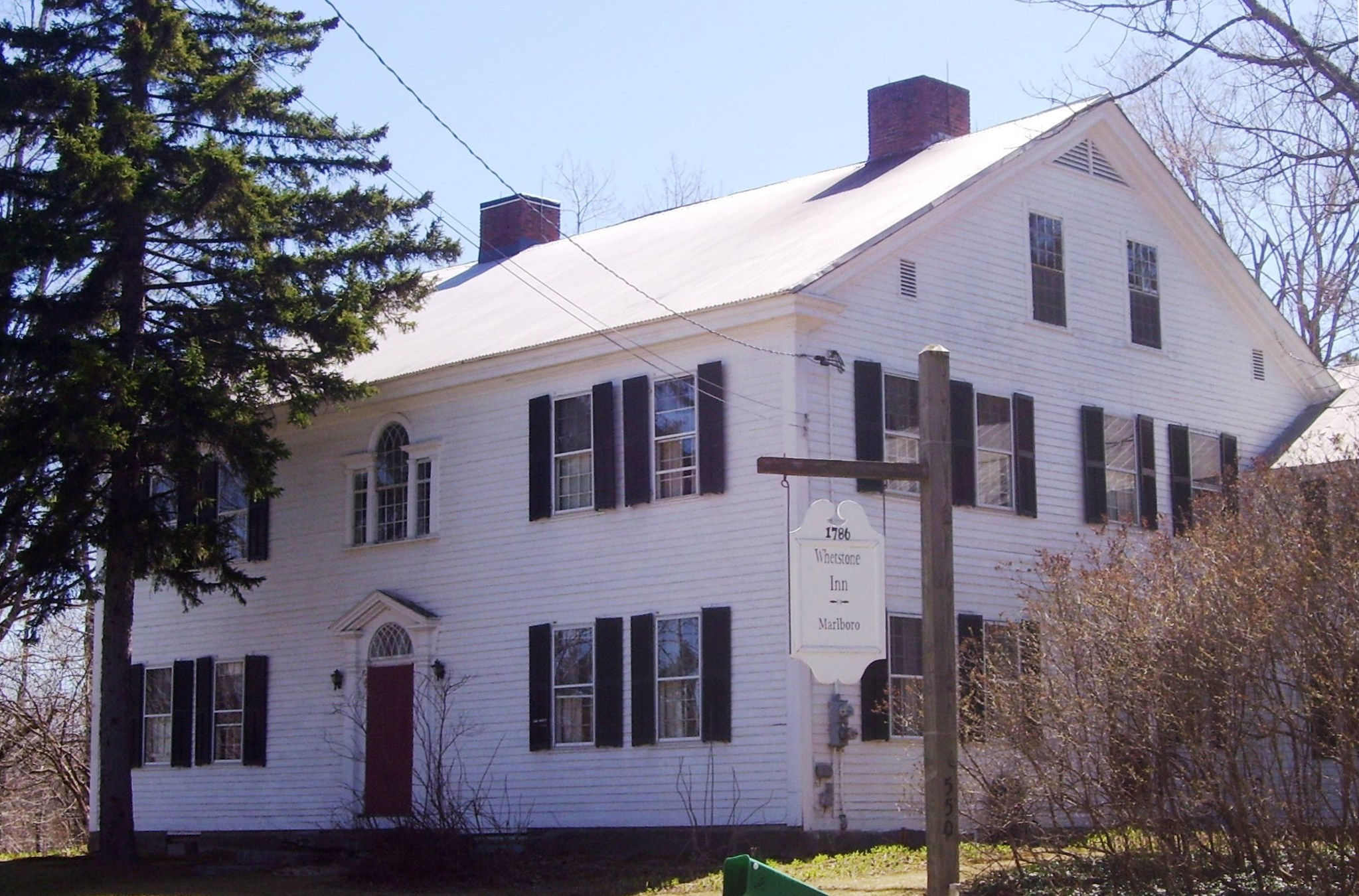
Bâtiment à Marlboro

| Dover (Vermont)      | Newfane (Vermont) |             |
| Wilmington (Vermont) | Marlboro          | Brattleboro |
|                      | Halifax (Vermont) |             |